# Hans Schäffer (Ministerialbeamter)

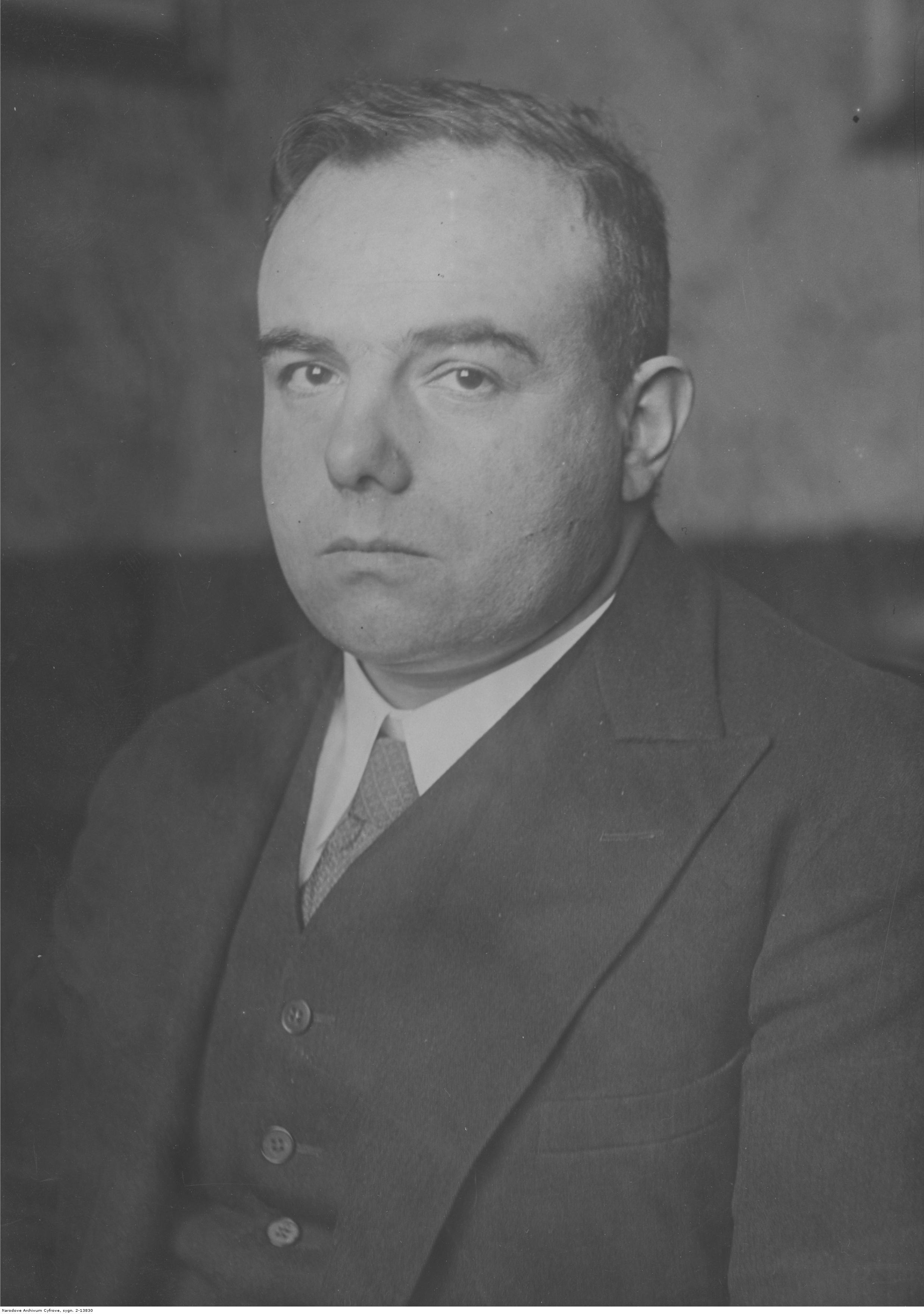
Hans Schäffer

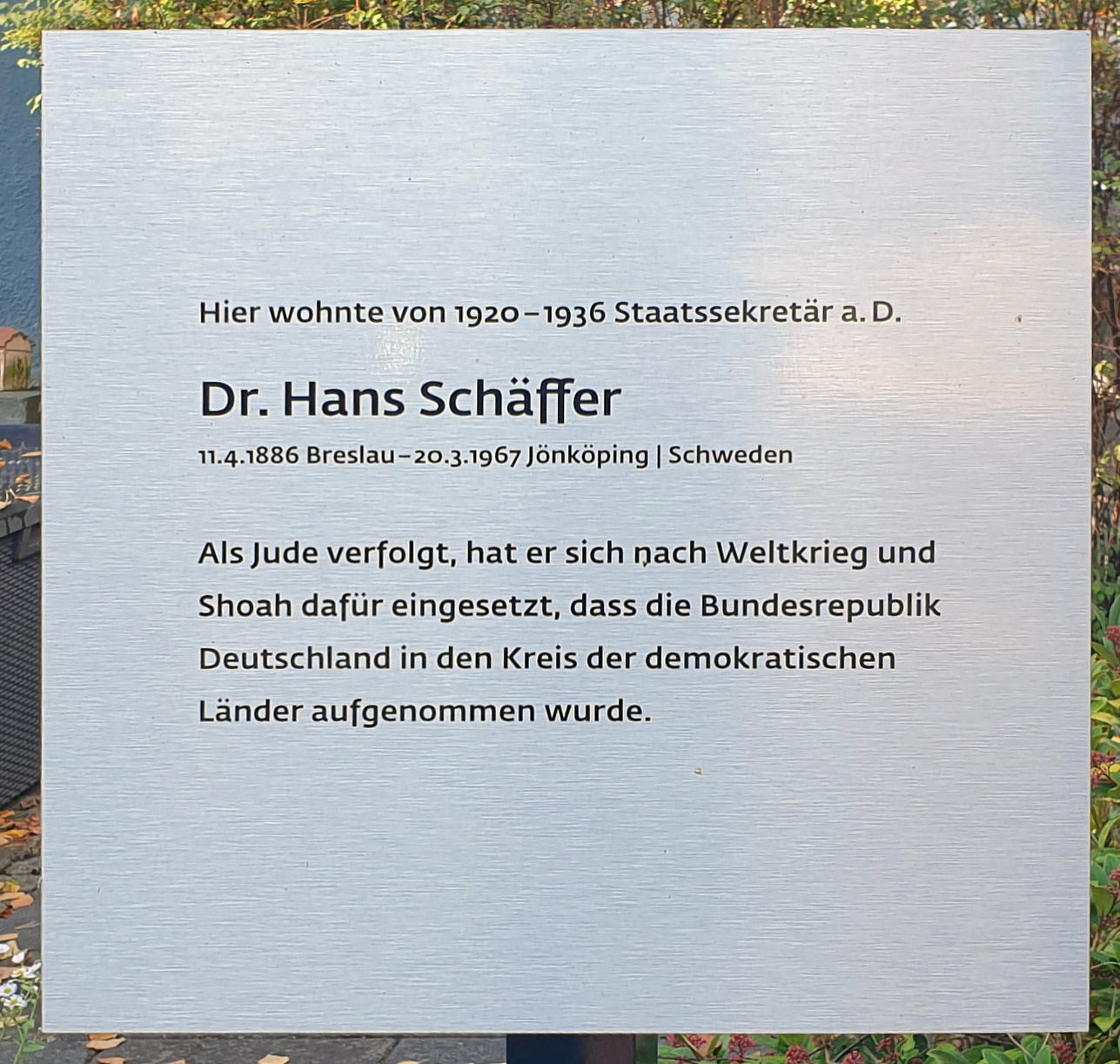
Gedenktafel am Haus, Westendallee 97d, in Berlin-Westend

Hans Louis Schäffer (* 11. April 1886 in Breslau; † 20. März 1967 in Jönköping, Schweden) war ein deutscher Ministerialbeamter und Finanzexperte.

## Leben und Beruf

### Jugend und Anwaltstätigkeit
Schäffer wurde als Sohn eines Fabrikanten geboren. Nach dem Abitur am Johannesgymnasium Breslau studierte er Rechts- und Staatswissenschaften sowie Geschichte an den Universitäten in Genf und Breslau. Er promovierte 1908 zum Dr. jur. (Dissertation: Die auswärtigen Hoheitsrechte der deutschen Einzelstaaten), bestand 1913 das zweite juristische Staatsexamen und war dann als Rechtsanwalt am Oberlandesgericht Breslau tätig. Im Anschluss nahm er als Soldat am Ersten Weltkrieg teil.

### Öffentliche Ämter
Schäffer wurde Ende 1918 als Geheimer Regierungsrat und Vortragender Rat in das Reichswirtschaftsamt berufen und war seit 1919 in gleicher Funktion im Reichswirtschaftsministerium tätig. 1923 übernahm er als Ministerialdirektor die Leitung der wirtschaftspolitischen Abteilung. Schäffer wurde am 28. Dezember 1929 als Staatssekretär in das Reichsfinanzministerium berufen und wirkte unter den Reichsministern Paul Moldenhauer und Hermann Dietrich. Während seiner Amtszeit machte er sich einen Namen als führender deutscher Finanzsachverständiger und nahm an den internationalen Reparationskonferenzen teil. Sein ausführliches Tagebuch aus dieser Zeit, das er auf der Grundlage während Kabinettssitzungen und anderer wichtiger Beratungen angefertigter stenographischer Notizen entstand, ist eine wichtige Quelle für die Ära Brüning. Es wird im Münchner Institut für Zeitgeschichte aufbewahrt. Im Frühjahr 1932 trat er im Streit um die Biersteuer zurück, deren Erhöhung Brüning nach einem Streik der Gastwirte nicht durchsetzen zu können glaubte. Schäffer, der seit Beginn der Weltwirtschaftskrise wiederholt große Mühe hatte, die Zahlungsfähigkeit des Reiches aufrechtzuerhalten, schied daraufhin aus dem Staatsdienst aus.

### Ullstein Verlag und Exil
Seit Mai 1932 hatte er zusammen mit Allen W. Dulles, Marcus Wallenberg und Jean Monnet die Aufsicht bei der Sanierung des schwedischen Zündholzkonzerns Svenska Tändsticks Aktiebolaget (STAB) inne. Außerdem war er seit 1932 Generaldirektor des Ullstein Verlages.
Nach der Machtübernahme der Nationalsozialisten 1933 wurde Schäffer entlassen, weil er jüdischen Glaubens war. Er emigrierte im Juli 1933 nach Schweden, erhielt 1938 die schwedische Staatsbürgerschaft und war bis 1962 als leitender Angestellter (Rechts- und Finanzberater) für den STAB tätig. Von dort aus hielt Schäffer über Mittelsmänner Kontakt zur Widerstandsgruppe des 20. Juli 1944. Außerdem hielt er Verbindung zum Kreisauer Kreis. 1952/53 fungierte er als Berater der schwedischen Delegation bei der Londoner Schuldenkonferenz. 1957 wurde er Präsident des „Rates der Juden aus Deutschland“ (Council of Jews from Germany).

## Hauptwerke
- Kartelle und Konzerne, 1928
- Die Problematik der kapitalistischen Gegenwart, 1931
- Marcus Wallenberg und die deutsche Bankenkrise 1931 – ein Insider berichtet. Edmund Steinschulte, Wiesbaden-Amöneburg 2008, ISBN 978-3-86778-005-6.

## Ehrungen
- Großes Bundesverdienstkreuz mit Stern, 1963
- Kommandeurkreuz des Wasaordens
- Am 3. Oktober 2024 wurde an seinem ehemaligen Wohnort, Berlin-Westend, Westendallee 97d, eine Gedenktafel enthüllt.